# Greigia racinae
Greigia racinae är en gräsväxtart som beskrevs av Lyman Bradford Smith. Greigia racinae ingår i släktet Greigia och familjen Bromeliaceae.
Artens utbredningsområde är Colombia. Inga underarter finns listade i Catalogue of Life.